# Oberonia lipensis
Oberonia lipensis är en orkidéart som beskrevs av Oakes Ames. Oberonia lipensis ingår i släktet Oberonia och familjen orkidéer. Inga underarter finns listade i Catalogue of Life.